# Ana Belén Sánchez
Ana Belén Sánchez  (16 februari 1976) is een golfprofessional uit Málaga, Spanje. Ze speelt op de Ladies European Tour.
In 1996 was ze nog amateur en vertegenwoordigde haar land bij de Espirito Santo Trophy in Manilla. In 1997 werd ze professional.

## Gewonnen
Professioneel
- 2004: BMW Ladies Italian Open[1]
- 2005: Princess Lalla Meryem Cup

## Teams
Professioneel
- 2003: Solheim Cup (Europees team)
- 2005: Women's World Cup of Golf (Spaans team)
- 2007: Women's World Cup of Golf (Spaans team)